# Toyota Sienna
Der Toyota Sienna ist ein Van, der seit Ende 1997 vom japanischen Automobilhersteller Toyota in den USA ausschließlich für den amerikanischen Markt gefertigt wird. Er ist auf der überarbeiteten Plattform des Camry aufgebaut. In den USA war er der Nachfolger des Previa der 1. Generation. Er hat eine konventionellere Frontantriebsauslegung als sein Vorgänger und wurde 2004 überarbeitet und vergrößert. Den Sienna sieht man oft als Großraum-Taxi in New York.

## 1. Generation (1998–2003)
Ende 1997 brachte Toyota den frontgetriebenen Sienna als Modell 1998 auf den nordamerikanischen Markt und ersetzte den eher zu fortschrittlichen Previa mit seinem Mittelmotor mit Hinterradantrieb. Der Sienna wurde mit einem 3,0-Liter-V6-Motor, Typ Toyota 1MZ-FE, vorgestellt, der eine Leistung von 197 bhp (145 kW) und ein Drehmoment von 284 Nm erbrachte. Er wurde auf der verlängerten Plattform des Camry gebaut und daher als „Camry unter den Vans“ vermarktet. Der Sienna zeigte sich auch als Fahrzeug mit dem geringsten Benzinverbrauch in seiner Klasse; er verbrauchte 14,9 Liter/100 km in der Stadt und 10,9 Liter/100 km auf der Landstraße. Die Wagen wurden bei der Toyota Motor Manufacturing Kentucky in Georgetown (Kentucky) gebaut. Ein Jahr nach seiner Einführung erwuchs dem Sienna im neuen Honda Odyssey eine ernstzunehmende Konkurrenz.

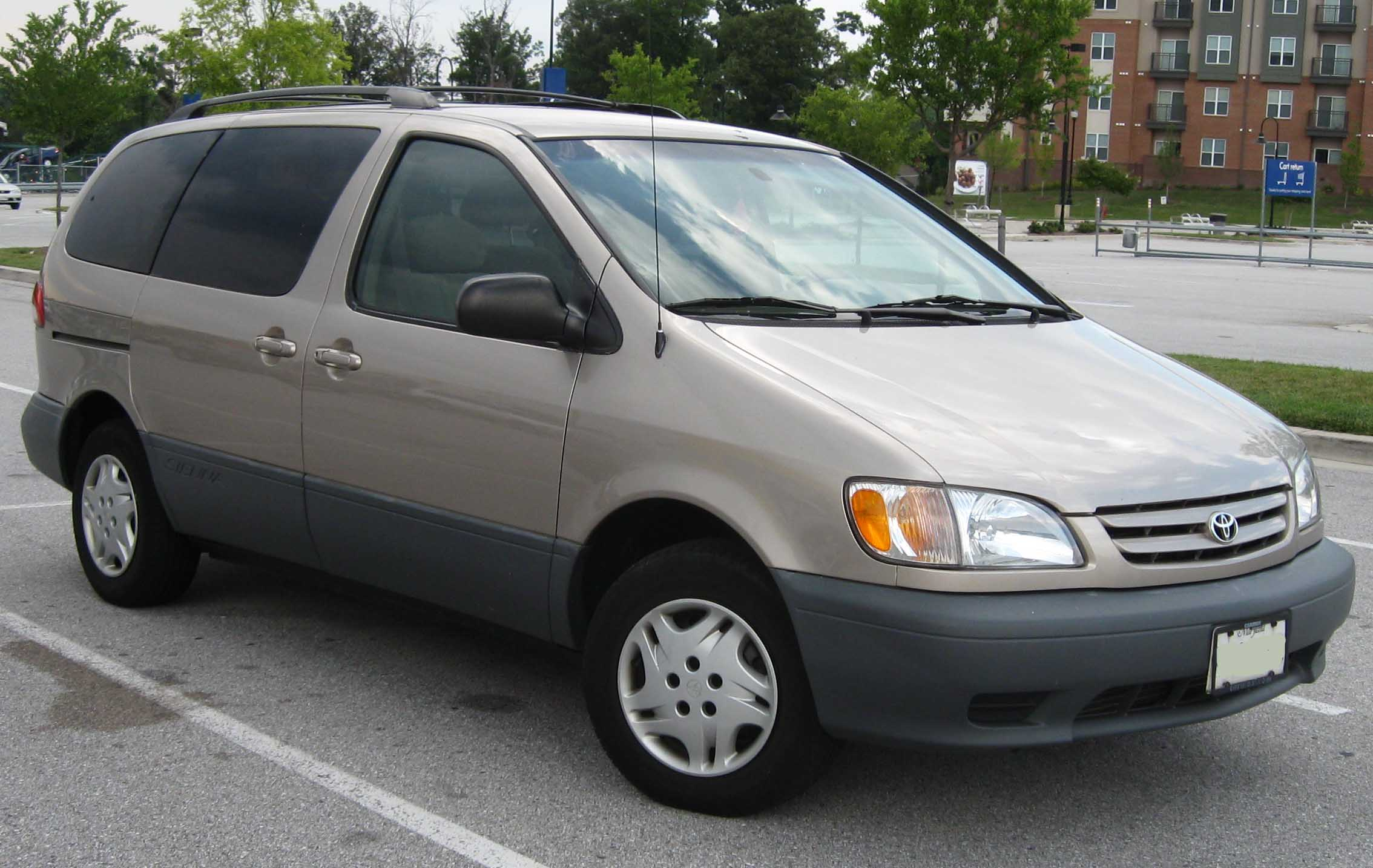
Toyota Sienna LE (2001–2003)

Mit dem Modelljahr 2001 wurde der Sienna geringfügig überarbeitet. Er erhielt ein kleines Facelift an Front und Heck. Eine neue Kühlergrill-Scheinwerfer-Kombination und neue Rückleuchten mit weißen Blinkerabdeckungen verliehen ihm ein moderneres Aussehen. Eine überarbeitete Mittelkonsole ermöglichte eine bessere Bedienung der Heizung und Lüftung sowie der elektrisch betätigten Schiebetüren. Der Motor erhielt eine variable Ventilsteuerung (VVTi), was seine Leistung auf 210 bhp (154 kW) und sein Drehmoment auf 298 Nm erhöhte.
Diese Generation erhielt eine besonders gute Sicherheitsbewertung. Als einziger Van bot der Sienna damals schon auf Wunsch Seitenairbags und Stabilitätskontrolle (VSC). ABS wurde serienmäßig geliefert. In den Untersuchungen des Insurance Institute for Highway Safety (IIHS) erhielt der Sienna die Bewertung „gut“ bei allen sechs Frontaufprallversuchen.
| Frontaufprall Fahrer:     | 5 Sterne |
| Frontaufprall Beifahrer:  | 5 Sterne |
| Seitenaufprall Fahrer:    | 4 Sterne |
| Seitenaufprall Beifahrer: | 5 Sterne |

## 2. Generation (2004–2010)
Im Januar 2004 wurde die zweite Generation des Sienna auf der Detroit Auto Show enthüllt. Die Fertigung wurde nach Princeton (Indiana) verlegt und das Werk in Georgetown wurde für die Fertigung der zweiten Generation des Camry Solara umgerüstet. Um der Überarbeitung noch mehr Aussicht auf Erfolg zu verschaffen, beauftragte Toyota den Chefingenieur Yuji Yokoya mit dem Projekt. Yokoya und seine Familie fuhren das Vorgängermodell über 85.000 km durch ganz Nordamerika, um Schwachstellen herauszufinden.
Das neue Modell wird weiterhin in den Ausstattungslinien CE, LE und XLE angeboten, dazu kam aber das neue Spitzenmodell XLE Limited. Alle Sienna haben nun einen 3,3-Liter-V6-Motor, Typ Toyota 3MZ-FE, der mit einem fünfstufigen Automatikgetriebe verbunden ist und für die Einstufung des Wagens als ULEV sorgt. Der Automatikwählhebel wanderte vom Lenkstock auf die Mittelkonsole und funktioniert in einem Zig-Zag-Muster, ähnlich dem des Lexus RX. Das neue Design verschafft dem Wagen einen Luftwiderstandsbeiwert (cw) von 0,30. Der Benzinverbrauch verbesserte sich auf 14,1 Liter/100 km innerorts und 9,6 Liter/100 km außerorts (mit Allradantrieb: 14,9 Liter/100 km innerorts und 10,9 Liter/100 km außerorts).
Der gegenüber dem Vorgänger deutlich gewachsene Sienna bietet eine Fülle neuer Ausstattungsdetails, von denen viele von der Konkurrenz übernommen wurden. Ein gutes Beispiel hierfür ist die dritte Sitzbank, die sich flach in den Wagenboden falten lässt (nur bei Frontantriebsmodellen). Sie tauchte zuerst im Dodge Caravan und im Chrysler Town & Country auf und dann bei fast jedem Van. Beim Honda Odyssey ist diese Bank nur einteilig umlegbar, während sie beim Sienna praktischerweise im Verhältnis 60 : 40 geteilt ist. Neu sind auch die elektrisch zu betätigenden Seitenfenster in den hinteren Schiebetüren, die ganz in der Tür verschwinden (erstmals beim Mazda MPV), 8 Sitzplätze (nur beim CE und LE), elektrisch betätigte Schiebetüren und eine elektrisch verschließbare Heckklappe (serienmäßig bei XLE und XLE Limited, als Sonderausstattung beim LE).
Serienmäßig werden Fernbedienung für die Türschlösser, in der Höhe und Neigung einstellbare Lenksäule, Wärmeschutzglas an der Windschutzscheibe und den vorderen Seitenfenstern, Betätigungselemente für Heizung und Klimaanlage für die Rücksitzpassagiere und Reifen mit Notlaufeigenschaften (nur bei Allradantrieb) geliefert. Alle Sienna der Modelljahrgänge 2004–2007 hatten auch eine Anhängerkupplung mit einer Anhängelast von max. 1600 kg. Auf Wunsch waren Xenon-Hochspannungsentladungslampen in den Scheinwerfern (XLE Limited), Tempomat, Parksensoren vorne und hinten, Weitwinkelaußenspiegel, Navigationssystem mit Sprachsteuerung, Rückfahrkamera, JBL-Audiosystem mit 10 Lautsprechern und ein DVD-Videosystem mit klappbarem Bildschirm für die Rücksitzpassagiere erhältlich.

### Sicherheitsaspekte
Der Sienna wird serienmäßig mit ABS, Bremsassistent (BAS), elektronischer Bremskraftverteilung (EBD), Traktionskontrolle (TRAC) und Reifendrucküberwachung geliefert. Seitenairbags und Seitenvorhangairbags gab es serienmäßig bei bestimmten Modellen der Jahrgänge 2004 und 2005; seit 2006 sind sie bei allen Modellen serienmäßig. Die Stabilitätskontrolle (VSC), die anfangs bei einigen einfacher ausgestatteten Modellen nur auf Wunsch lieferbar war, gehörte ab 2008 bei allen Modellen zur Serie.
Das Insurance Institute for Highway Safety (IIHS) verlieh dem Sienna der zweiten Generation ein „gut“ bei allen sechs Kategorien des Frontalaufpralls. Modelle mit Seitenairbags erhielten auch ein „gut“ beim Seitenaufprall, während die anderen Modelle dort nur ein „befriedigend“ erreichten.
| Frontaufprall Fahrer:              | 5 Sterne |
| Frontaufprall Beifahrer:           | 5 Sterne |
| Seitenaufprall Fahrer:             | 5 Sterne |
| Seitenaufprall Rücksitzpassagiere: | 5 Sterne |
| Überschlag (Frontantriebsmodell):  | 4 Sterne |

### Veränderungen von Modelljahr zu Modelljahr

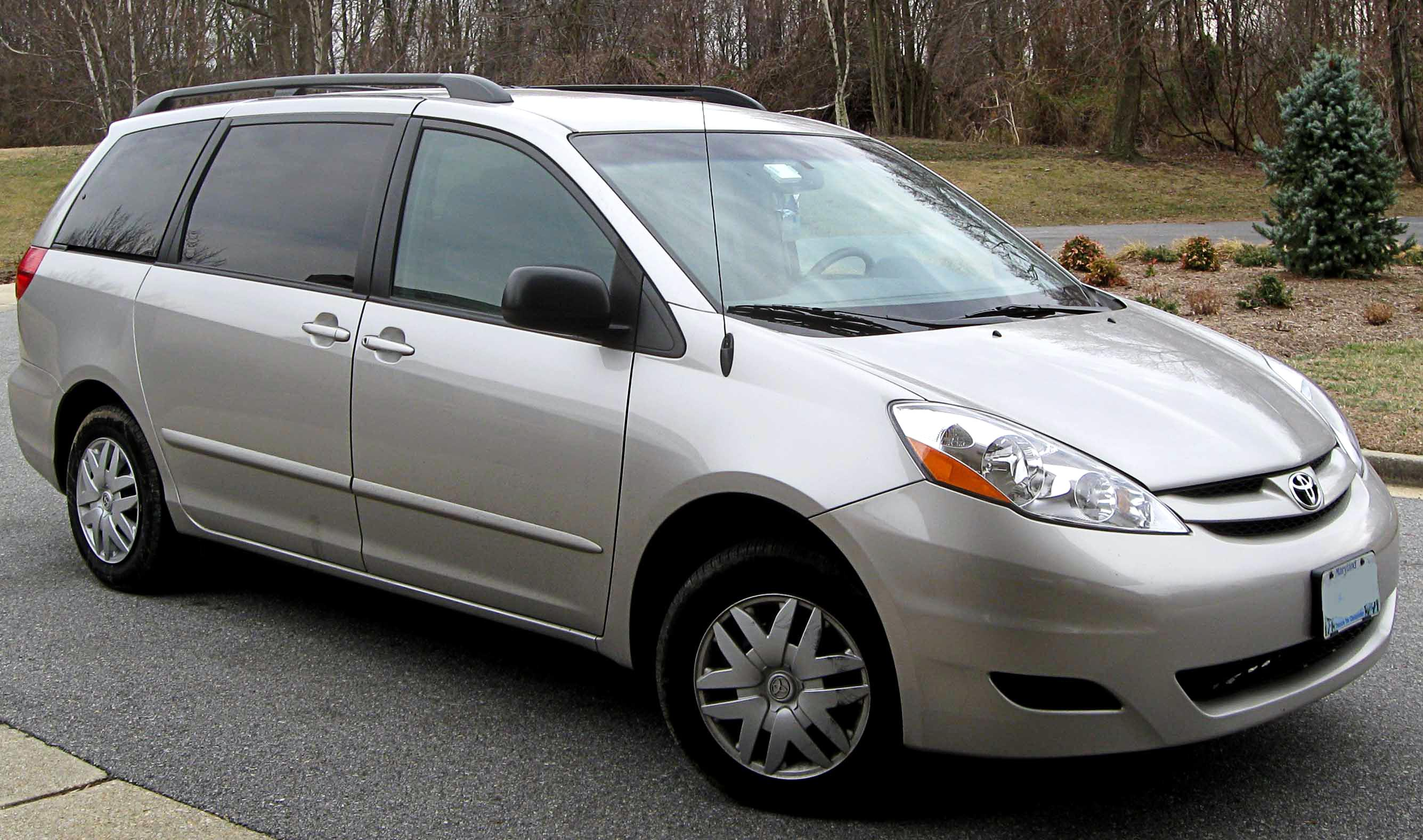
Sienna nach der Überarbeitung
(seit 2006)

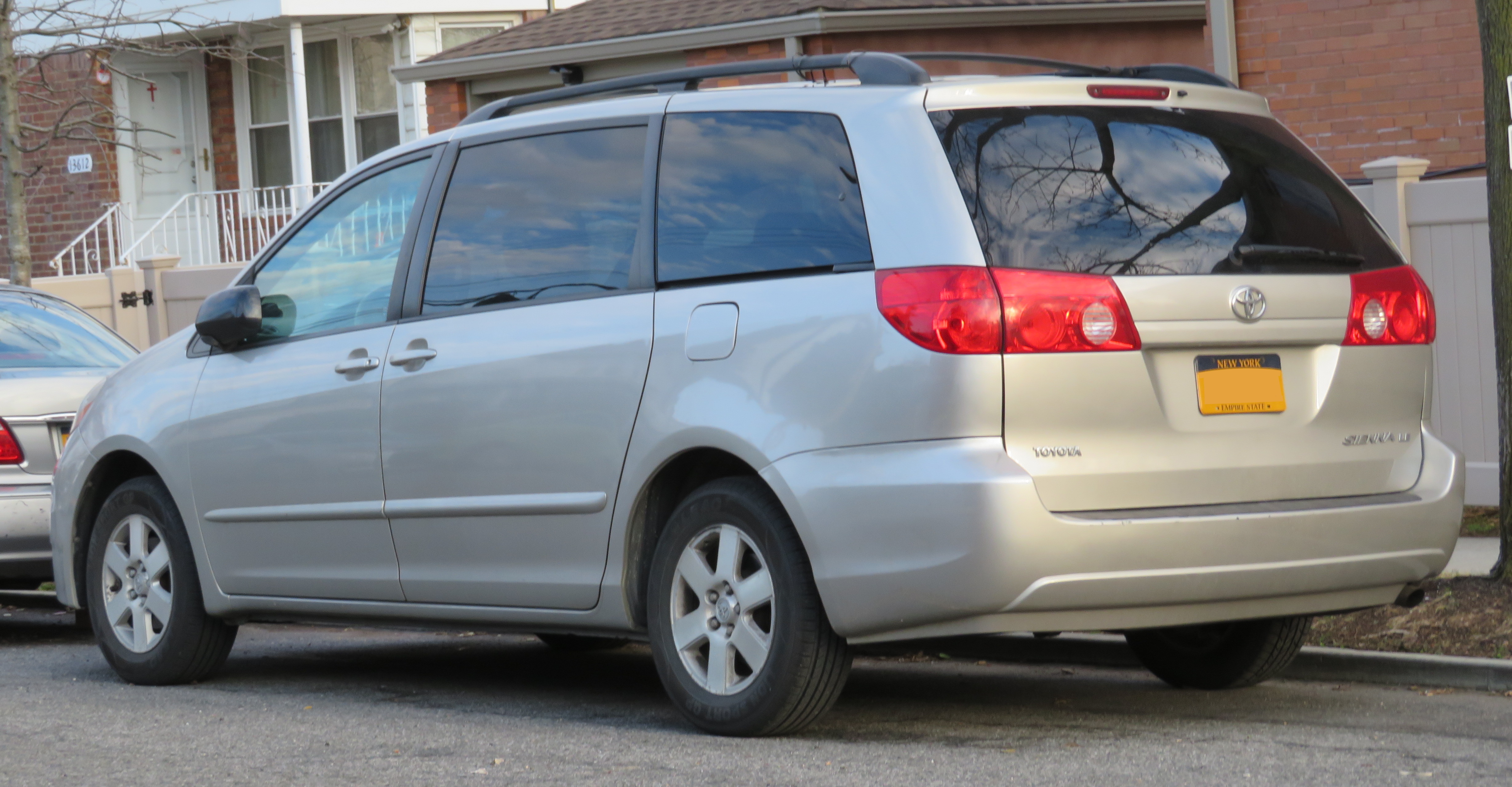
Heckansicht nach der Überarbeitung
(seit 2006)

2006 wurde der Sienna wiederum leicht überarbeitet und erhielt eine neue Front, eine neue Seitenkonturierung und neue Rückleuchten. Blau fluoreszierende elektrolumineszente Optitron-Bedienelemente wurden in die Ausstattungslinien LE, XLE und Limited eingebaut. Beim „XLE Limited“ entfiel die Bezeichnung XLE, um weniger Verwirrung zu stiften, und diese Ausstattungslinie erhielt auf Wunsch eine Memory-Funktion für Fahrersitz und Seitenspiegel (auch im XLE auf Wunsch erhältlich) und elektrisch automatisch einklappende Außenspiegel mit eingebauten LED-Blinkleuchten. Weiters sind auf Wunsch ein Bluetooth-Anschluss und eine elektrisch umklappbare dritte Sitzbank erhältlich. Seitenairbags vorne und Vorhangairbags für alle drei Sitzreihen werden serienmäßig geliefert, das Audiosystem für die Rücksitzpassagiere ist nicht mehr verfügbar. Die Leistungsangaben lt. SAE-Vorschriften lauten nun 215 hp (158 kW) (anstatt 230 bhp (169 kW)) und die Drehmomentangaben 301 Nm (anstatt 328 Nm). Toyota erlaubt nun Benzin mit 87 Oktan für den Sienna.
2007 wurde ein neuer 3,5-Liter-V6-Motor, Typ Toyota 2GR-FE, mit ULEV-II-Zertifizierung eingeführt, der 266 hp (196 kW) leistet und 14,1 Liter/100 km innerorts und 10,0 Liter/100 km außerorts (Frontantriebsmodell), bzw. 14,9 Liter/100 km innerorts und 11,4 Liter/100 km außerorts (Allradantriebsmodell) verbraucht. Limited- und Allradantriebsmodelle haben neue Alufelgen mit sieben Speichen.
2009 blieb der Sienna größtenteils unverändert, seine Preise wurden trotz eines zusätzlichen „Extra Value Package“ aber gesenkt, um ihn konkurrenzfähiger zu machen. Auf dem kanadischen Markt sank der Grundpreis um ganze CDN-$ 1500.

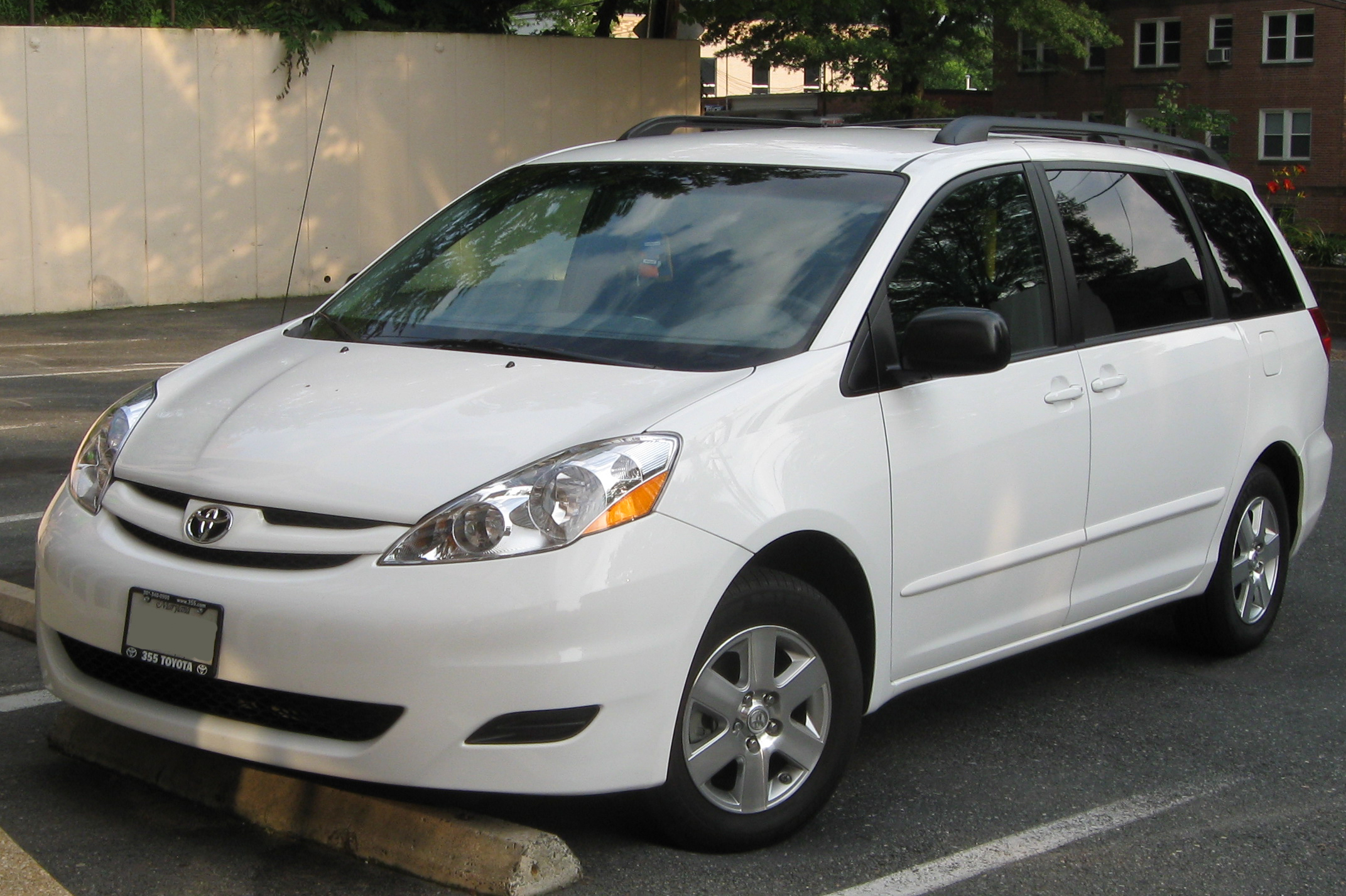
Toyota Sienna LE (2006–2009)

### Modelle
Der Toyota Sienna, Jahrgang 2010 ist in folgenden Ausstattungen lieferbar:
- CE (US-$ 24.540)
- CE 8 Sitzplätze (US-$ 24.690)
- LE (US-$ 26.065)
- LE 8 Sitzplätze (US-$ 26.215)
- LE AWD (US-$ 29.235)
- XLE (US-$ 29.725)
- XLE AWD (US-$ 32.485)
- Limited (US-$ 35.665)
- Limited AWD (US-$ 37.865)

## 3. Generation (2010–2020)

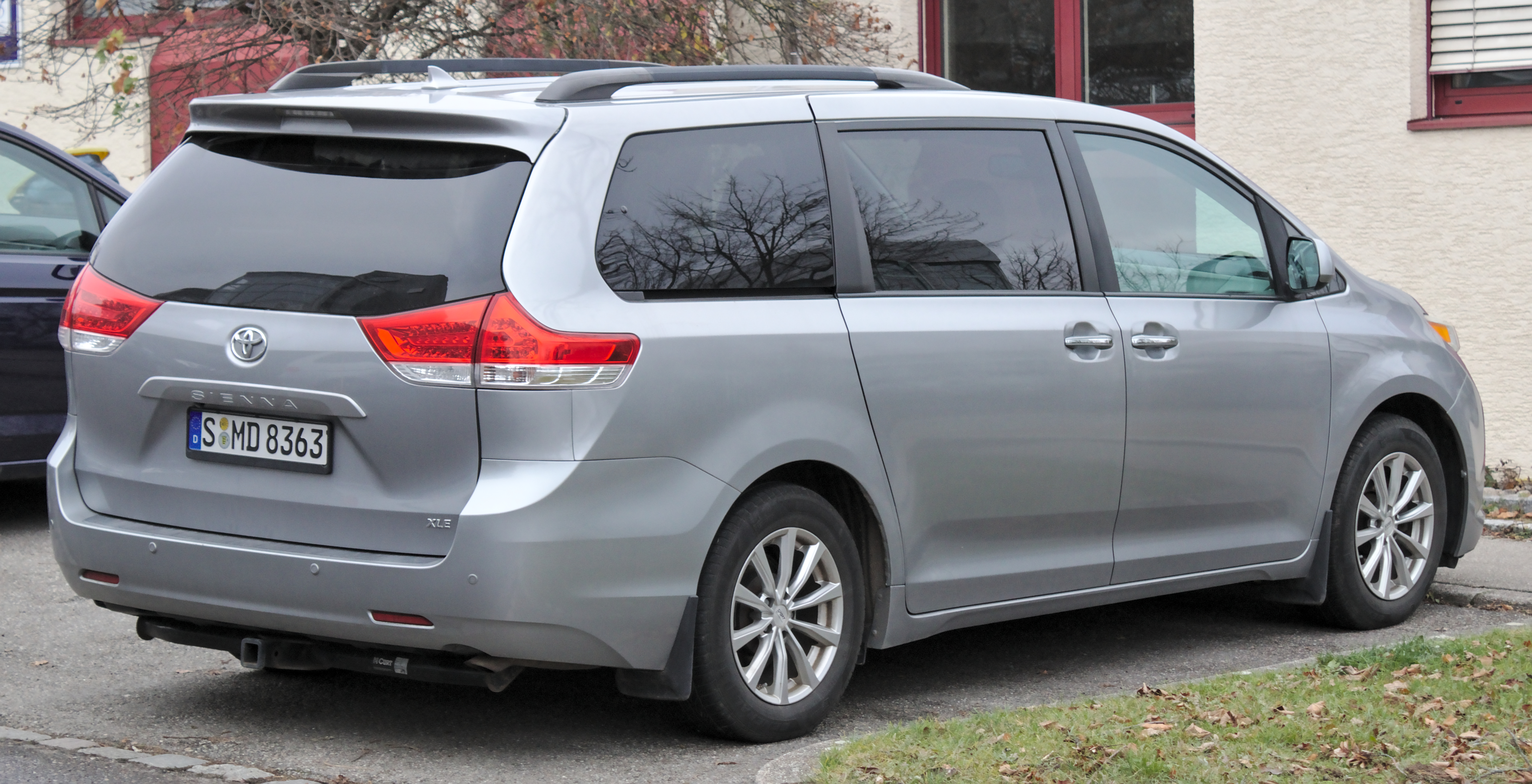
Heckansicht

Die 3. Generation des Sienna wurde auf der LA Auto Show im Dezember 2009 der Öffentlichkeit vorgestellt. Die Produktion des Serienfahrzeugs begann am 20. Januar 2010 in Princeton (Indiana) in den Vereinigten Staaten. Zu den Händlern kam der Van im Februar 2010.
Angeboten wurde der Sienna in fünf Ausstattungsvarianten: Sienna, LE, XLE, Limited und SE.
Während das Fahrzeug in Deutschland nicht erhältlich war, wurde es zwischen 2014 und 2016 in der Schweiz verkauft.

### Technische Daten
|                                             | 2.7                      | 3.5 V6 VVT-i             | 3.5 V6 VVT-i             |
| Bauzeitraum                                 | 2010–2011                | 2010–2016                | 2016–2020                |
| Motorkenndaten                              |                          |                          |                          |
| Motortyp                                    | R4-Ottomotor             | V6-Ottomotor             | V6-Ottomotor             |
| Hubraum                                     | 2672 cm³                 | 3456 cm³                 | 3456 cm³                 |
| max. Leistung bei min−1                     | 139 kW (189 PS) / 6200   | 198 kW (269 PS) / 6200   | 224 kW (305 PS) / 6600   |
| max. Drehmoment bei min−1                   | 252 Nm / 4100            | 332 Nm / 4700            | 357 Nm / 4700            |
| Kraftübertragung                            |                          |                          |                          |
| Antrieb, serienmäßig                        | Vorderradantrieb         | Vorderradantrieb         | Vorderradantrieb         |
| Antrieb, optional                           | —                        | Allradantrieb            | Allradantrieb            |
| Getriebe, serienmäßig                       | 6-Gang-Automatikgetriebe | 6-Gang-Automatikgetriebe | 8-Gang-Automatikgetriebe |
| Messwerte                                   |                          |                          |                          |
| Höchstgeschwindigkeit                       | k. A.                    | 180 km/h                 | k. A.                    |
| Beschleunigung, 0–100 km/h                  | k. A.                    | 8,2 s                    | k. A.                    |
| Kraftstoffverbrauch auf 100 km (kombiniert) | 11,2 l Super             | 11,3 l Super             | 11,6–12,2 l Super        |
| CO2-Emissionen(kombiniert)                  | k. A.                    | 260 g/km                 | 199–208 g/km             |
| Tankinhalt                                  | 79 l                     | 79 l                     | 79 l                     |

## 4. Generation (seit 2020)

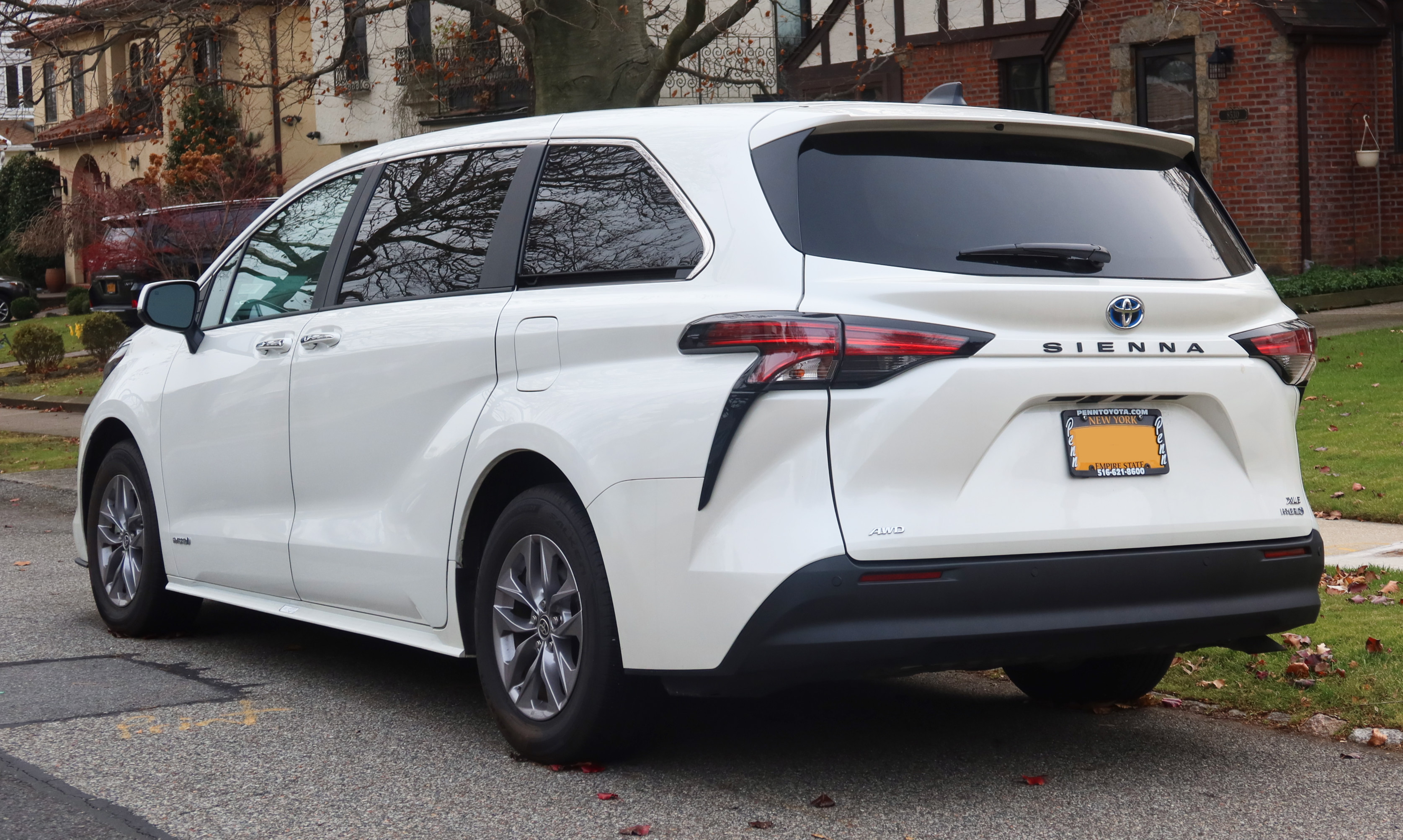
Heckansicht

Der Sienna der vierten Generation wurde im Mai 2020 vorgestellt und wird seit Ende 2020 in Nordamerika verkauft. Im Oktober 2021 kam die Baureihe auch in China, wo sie von GAC Toyota gebaut wird, auf den Markt. Zudem wird die Baureihe dort seit Mai 2022 auch von FAW Toyota als Toyota Granvia vermarktet. Erstmals ist sie als Hybrid verfügbar. Optional ist Allradantrieb erhältlich. Andere Antriebsvarianten stehen nicht zur Wahl.
Angeboten wird der Sienna in fünf Ausstattungsvarianten: LE, XLE, XSE, Limited und Platinum. Das Sondermodell Woodland Special Edition wurde im April 2021 präsentiert und ist nur mit Allradantrieb erhältlich.

### Technische Daten
|                                             | 2.5 Hybrid                   |
| Bauzeitraum                                 | seit 2020                    |
| Motorkenndaten                              |                              |
| Motortyp                                    | R4-Ottomotor + Elektromotor  |
| Motoraufladung                              | —                            |
| Hubraum                                     | 2487 cm³                     |
| max. Leistung Ottomotor                     | 141 kW (192 PS) bei 6000/min |
| max. Elektroleistung                        | 134 kW (182 PS)              |
| max. Systemleistung                         | 183 kW (249 PS)              |
| max. Drehmoment Ottomotor                   | 238 Nm bei 4200–4600/min     |
| max. Drehmoment Elektromotor                | 270 Nm                       |
| Kraftübertragung                            |                              |
| Antrieb, serienmäßig                        | Vorderradantrieb             |
| Antrieb, optional                           | Allradantrieb                |
| Getriebe                                    | Stufenloses Getriebe         |
| Messwerte                                   |                              |
| Höchstgeschwindigkeit                       | 180 km/h                     |
| Beschleunigung, 0–100 km/h                  | 8,5 s                        |
| Kraftstoffverbrauch auf 100 km (kombiniert) | 5,3 l Super                  |

## Verkaufszahlen in den USA
| Kalenderjahr | Verkaufszahlen |
| ------------ | -------------- |
| 2000         | 103.137        |
| 2001         | 88.469         |
| 2002         | 80.915         |
| 2003         | 105.499        |
| 2004         | 159.119        |
| 2005         | 161.380        |
| 2006         | 163.269        |
| 2007         | 138.162        |
| 2008         | 115.944        |

## Errungene Preise

### 2004
- Car And Driver: Five Best Trucks
- Edmunds Editor’s Most Wanted Van und Edmunds Consumer’s Most Wanted Van
- Rated Double Best Pick vom IIHS PDF

### 2020
- Enlighten award pressroom.toyota.com
- Family Green Car of the Year Award greencarjournal.com

### 2021
- Minivan Best Buy of 2021 kbb.com

### 2022
- Best resale value: by vehicle category autoremarketing.com

## In Film und Fernsehen
- Ein gelber Toyota Sienna (2004–2005) spielt die Hauptrolle in der amerikanischen Fernsehserie Quiz Taxi.
- Ein hellblauer Toyota Sienna CE (2004–2005) wird als Van im Disney-Film Der Babynator eingesetzt.
- Der YTV-Van im Long Day Weekend Trip ist ein Sienna, der mit dem YTV-Logo versehen ist.
- Zwei Toyota Sienna (2006) werden von Paris Hilton und Nicole Richie in der 4. Staffel der Fernsehserie The Simple Life, Die Hausfrauen, gefahren.
- Ein roter Toyota Sienna (2010) wird als Familien-Van von Noah Solloway in der 1. Staffel der Serie "The Affair" (Amazon Prime) gefahren
- In der Serie "Modern Family" ist ein Sienna das Familienauto von Claire und Phil Dunphy.